# 정성훈 (1979년)
정성훈(丁成勳, 경상남도 창원시, 1979년 7월 4일 ~ )은 대한민국의 전 축구 선수로서 선수 시절 포지션은 공격수였다.

## 개요
경상남도 창원시 출생으로 합성초등학교, 김해중학교, 창신고등학교를 거쳐 경희대학교를 졸업하였다. 장신인데다 20대 중반이 넘은 늦은 나이에 재능을 뒤늦게 발휘한 대기만성형 선수라는 점이 루카 토니와 닮았다는 점에 착안하여 '한국의 루카 토니'라는 별명이 붙었다.

## 축구인 생활

### 선수 생활
2002 울산 현대 호랑이에 입단하였으나, 기대에 미치지 못하는 활약을 보여 2004년 대전 시티즌으로 이적하였다. 대전 시티즌으로 이적한 후에도 부상과 부진으로 인하여 이렇다 할 활약을 보이지 못하였으나, 2006년 K-리그와 K-리그 컵대회 합산 28경기에서 9골을 성공시키기도 하였으나 2007년엔 별다른 활약 없이 부진한 모습을 보이다 2008년, 부산 아이파크로 이적했다.
부산으로 이적한 후 2008 K리그와 삼성 하우젠컵에서 31경기에서 8골을 기록하며 좋은 활약을 펼쳐 국가대표팀에 발탁되기도 하였다. 2009 K리그에선 부상으로 인해 많은 경기에 출장하지 못하였으나 12경기에서 7골을 넣어 고감도의 득점력을 과시했다.
2011년 1월 11일, 이승현과 함께 전북 현대 모터스로 이적하였다. 전북에서 주로 조커로 활약하며 첫 시즌 리그 24경기에 출전하여 5골을 기록하는 준수한 활약을 펼쳐 2011 ACL 준우승과 2011 K리그 우승에 공헌하였다.
2012년 7월 31일 이적 시장 마지막 날 김신영과 맞트레이드되며 전남 드래곤즈로 이적하였다.
2013년 1월 14일에는 6년 만에 다시 대전 시티즌으로 이적하였다. 팀이 3-1로 패한 친정팀 전북과의 2013 K리그 클래식 1라운드 경기에서 득점을 올렸다.
하지만 이후 김인완 감독과의 불화 등을 이유로 시즌 중반 경남 FC로 이적하였으며, 반년간 경남 소속으로 뛴 이후 J2리그 콘사돌레 삿포로로 이적하며 처음으로 해외에 진출하였다.
2015년 김해시청 축구단에 입단하며 국내 무대에 복귀하였으며, 2017년 7월 부천 FC 1995에 입단하며 K리그 무대에 복귀하였다. 2017년 9월 3일 열린 아산 무궁화와의 리그 경기에서 부천 입단 후 첫 득점을 기록했다.
2018년 3월 19일 현역 은퇴를 선언했다.

### 국가 대표 생활
2008년 10월 11일 우즈베키스탄과의 친선경기에서 A매치에 데뷔하였다.
2008년 10월 30일 갈리시아 축구 국가대표팀과의 친선경기에서 해트트릭을 성공했다

## 플레이 스타일
190cm의 당당한 체구를 바탕으로 제공권 장악에 능하고 좌우 공간에서의 공격 가담 등 활동량이 풍부하며, 단점이었던 몸싸움 또한 진일보하였다. 큰 키에 비해 발놀림이 우수한 선수로 현존하는 한국 선수중 투톱체제하 최고의 타켓맨으로 일컬어진다. 주위 선수를 잘 살리는 이타적인 경기운영이 돋보인다.

## 경력

### 선수 경력
- 2002년 ~ 2003년  울산 현대 호랑이
- 2004년 ~ 2007년  대전 시티즌
- 2008년 ~ 2011년  부산 아이파크
- 2011년 ~ 2012년  전북 현대 모터스
- 2012년 ~ 2013년  전남 드래곤즈
- 2013년  대전 시티즌
- 2013년  경남 FC
- 2014년  콘사돌레 삿포로
- 2015년 ~ 2017년  김해시청
- 2017년  부천 FC

## 수상

### 개인
- 2008년 윈저어워즈 한국축구대상 베스트 11 FW부문 선정

### 클럽

#### 울산 현대 호랑이
- K리그 준우승 2회 (2002년, 2003년)
- 아디다스 컵 준우승 1회 (2002년)

#### 대전 시티즌
- 하우젠 컵 준우승 1회 (2004년)